# Trofim Denisovič Lysenko
Trofim Denisovič Lysenko (in russo Трофим Денисович Лысенко?, in ucraino Трохим Денисович Лисенко?, Trochym Denysovyč Lysenko; Karlivka, 29 settembre 1898 – Kiev, 20 novembre 1976) è stato un agronomo sovietico.
Fu a lungo presidente dell'Accademia pansovietica Lenin delle scienze agrarie (VASChNiL), dal 1938 al 1959 e dal 1961 al 1962.

## Biografia
Chiamato dalla stampa sovietica lo scienziato scalzo per le sue origini contadine, già in giovane età manifestò interesse per gli aspetti pratici dell'agricoltura. All'età di venti anni fu ammesso alla scuola di giardinaggio di Uman'. Nel 1922 iniziò a lavorare presso la Stazione sperimentale di Bila Cerkva. Dopo essersi laureato in agronomia nel 1925 presso l'istituto agrario di Kiev, si trasferì alla Stazione sperimentale di Gəncə in Azerbaigian. Da qui in pochi anni il nome di Lysenko iniziò a diffondersi nel resto dell'Unione Sovietica grazie alla pubblicazione dei risultati dei suoi studi sulla vernalizzazione, processo che sfrutta l'influenza dei fattori ambientali sulle fasi di crescita dei cereali.
La diffusione venne agevolata anche dal periodo di crisi che l'agricoltura sovietica degli anni venti stava vivendo. Grazie ai risultati positivi ottenuti con l'utilizzo di questa tecnica e ai giudizi, altrettanto positivi, da parte della comunità scientifica sovietica, Lysenko fu trasferito presso l'Istituto di genetica e selezione di Odessa. Tra il 1932 e il 1935 la "vernalizzazione lysenkiana" iniziò a diffondersi anche grazie al contributo del periodico Biulleten' Narovizacij ribattezzato nel 1936 Jarovizacija e infine nel 1946 Agrobiologija, fondato da lui stesso.
Nel periodo compreso tra il 1929 e il 1935, con il fondamentale aiuto di Isaak Izrailevič Prezent, le teorie agronomiche di Lysenko cominciarono ad assumere oltre che una veste ideologica, una vera e propria teoria biologica rivoluzionaria, ribattezzata dallo stesso Lysenko "agrobiologia" o "miciurinismo" dal nome di Ivan Vladimirovič Mičurin. Nel 1938, con il fondamentale aiuto di Stalin, fu nominato presidente dell'Accademia sovietica di scienze agrarie "Lenin". Nel corso della seconda guerra mondiale fu inoltre uno dei membri del Commissione di Stato straordinaria, organismo che doveva elencare e catalogare i crimini commessi dai tedeschi in Unione Sovietica.
Il 7 agosto 1948 nel corso dell'ultima riunione della suddetta Accademia Lysenko annunciò che "il Comitato centrale del Partito ha esaminato la mia relazione e l'ha approvata". Una dichiarazione concisa, esattamente dieci parole in russo, destinata a far ben presto il giro del mondo e ad essere ricordata come “le dieci parole che sconvolsero il mondo". Dalla sua nuova posizione di potere, Lysenko fu facilmente in grado di mettere in cattiva luce, sul piano politico, gli scienziati della scuola genetica russa, che, dal canto loro, negli anni '50 avanzarono seri dubbi sulla validità delle sue scoperte.
Lysenko costrinse gli agricoltori a piantare semi molto vicini tra loro poiché, secondo la sua "legge della vita delle specie", le piante della stessa "classe" non erano mai in concorrenza tra loro. Le teorie di Lysenko ebbero un ruolo attivo nelle carestie che fecero morire milioni di persone, e le sue pratiche prolungarono e aggravarono la carenza di cibo. La Repubblica Popolare Cinese sotto Mao Zedong adottò i suoi metodi a partire dal 1958, con risultati disastrosi, culminati nella grande carestia cinese dal 1959 al 1962, in cui morirono circa 15 milioni di persone.
Al di fuori dell'Unione Sovietica, gli scienziati criticarono le posizioni di Lysenko: il biologo britannico S. C. Harland si lamentò del fatto che Lysenko fosse "completamente ignorante dei principi elementari della genetica e della fisiologia vegetale". Le critiche degli stranieri non scalfirono Lysenko, che detestava gli scienziati "borghesi" occidentali e li denunciava come "strumenti degli oppressori imperialisti". Detestava in particolare la pratica nata in America di studiare i moscerini della frutta, ovvero uno dei cavalli di battaglia della genetica moderna. Chiamava questi genetisti "amanti delle mosche e odiatori delle persone". Incapace di mettere a tacere i critici occidentali, Lysenko cercò di eliminare il dissenso all'interno dell'Unione Sovietica. Gli scienziati che si rifiutarono di rinunciare alla genetica si trovarono in balia della polizia segreta, dove i più fortunati furono semplicemente licenziati e furono lasciati indigenti.
Il prestigio di Lysenko diminuì notevolmente con la morte di Stalin per crescere poi nuovamente con l'avvento di Chruščёv, che gli affidò le sorti dei piani quinquennali per il risollevamento dell'agricoltura sovietica. Dalle dimissioni di Chruščёv da segretario del PCUS in poi la figura di Lysenko passò sempre di più in secondo piano. Nel 1976 morì dimenticato.

## Aspetti pratici e teorici del "miciurinismo"

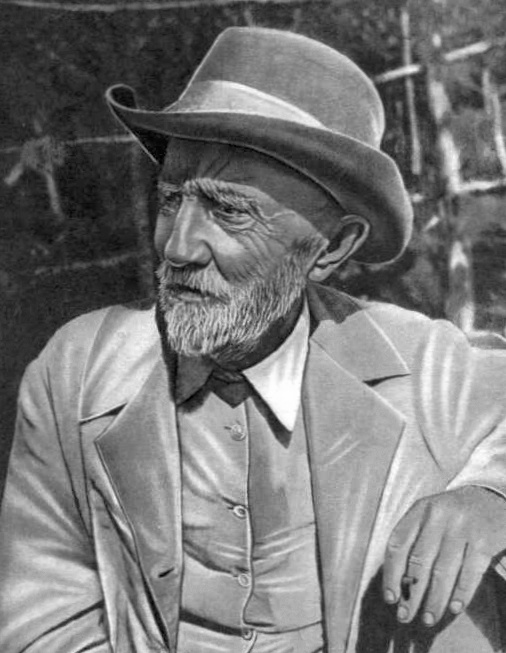
Ivan Mičurin (1936)

Lysenko credeva che i fattori ereditari non fossero localizzabili in particelle specifiche quali i cromosomi; al contrario, l'ereditarietà veniva descritta come un processo fisiologico, frutto dell'interazione tra organismo e ambiente. L'aspetto tecnico della teoria lysenkiana, incentrato sulla teoria dello sviluppo per fasi e sulla vernalizzazione, si ricollegava al secondo cardine della teoria miciurinista, che attaccava la casualità delle mutazioni genetiche per affermare che la variabilità genetica derivava da drastici cambiamenti delle condizioni ambientali in grado di scuotere l'assetto ereditario.
Per mezzo di alcuni esperimenti di fisiologia vegetale, Lysenko ricavò la convinzione che la necessità di luce e di temperatura della pianta variassero nelle diverse fasi dello sviluppo: in ogni stadio di sviluppo cioè, la pianta aveva esigenze diverse. Secondo Lysenko era possibile alterare le caratteristiche ereditarie cambiando lentamente le condizioni ambientali in cui avevano luogo le diverse fasi.
Dalla teoria della vernalizzazione Lysenko derivò una propria concezione dalla biologia in cui fece convergere il riferimento neo-lamarckiano all'eredità dei caratteri acquisiti, le interpretazioni di Mičurin sullo sviluppo, la formazione e la selezione di nuove piante per mezzo di innesti. La vernalizzazione costituiva, inoltre, l'unica scienza che poteva realizzare quell'unità fra teoria e pratica invocata dalla "rivoluzione culturale" staliniana.
Con l'affermazione del miciurinismo ogni campo di grano poteva trasformarsi in un laboratorio, e ogni contadino poteva diventare un ricercatore. Questo fondamentale momento segna l'inizio del dibattito tra la "scienza proletaria" lysenkiana e la genetica, vista come la "scienza borghese".

### La difficile situazione della genetica sovietica

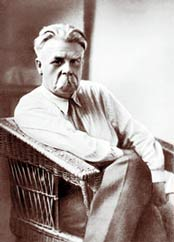
Nikolaj Kol'cov (1939)

Prima del 1917 la genetica non esisteva in Russia come disciplina autonoma, infatti solo nel 1916 Nikolaj Konstantinovič Kol'cov riuscì ad ottenere un finanziamento privato per il suo Istituto di biologia sperimentale all'interno del quale nacque il primo laboratorio di genetica. La schiera dei genetisti russi, tra i quali i più importanti rispondevano ai nomi di Kol'cov, Jurij Filipčenko e Nikolaj Ivanovič Vavilov, acquisì sempre più importanza fino ad arrivare a suscitare una notevole impressione al quinto Congresso internazionale di genetica di Berlino. Nikolaj Ivanovič Vavilov, “sopravvissuto” alla "grande svolta" staliniana del 1929 fondò, nello stesso anno, la VASChNIL e nel 1933 assunse la direzione dell'Istituto di genetica dell'Accademia delle scienze. Proprio Vavilov, convinto sostenitore di Lysenko e della vernalizzazione, sarebbe ben presto divenuto il principale avversario e vittima dell'agronomo sovietico.

### Controversie tra lysenkoisti e genetisti

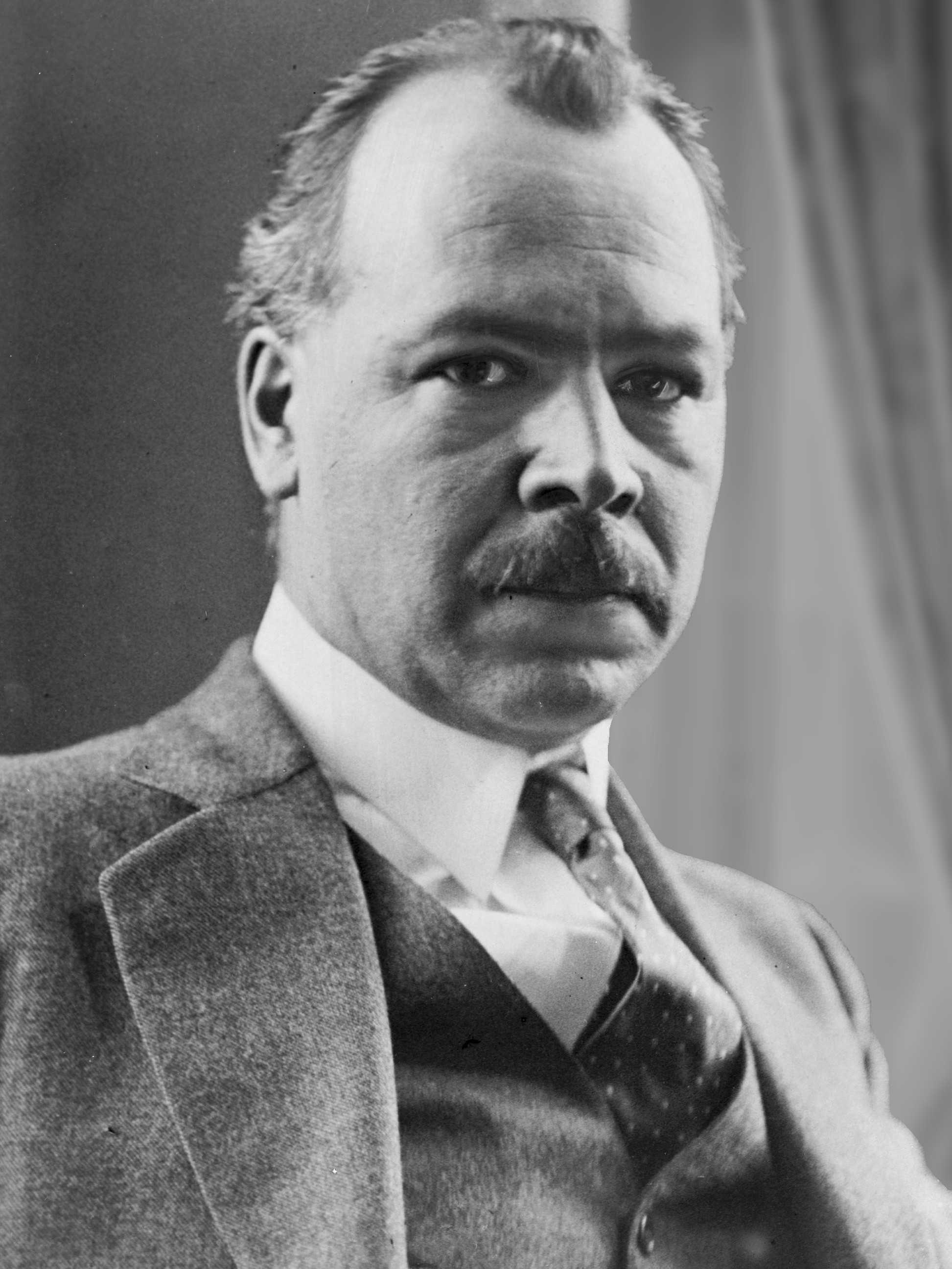
Nikolaj Vavilov (1931)

Alcuni importanti mutamenti istituzionali avrebbero portato Nikolaj Ivanovič Vavilov da convinto sostenitore di Lysenko e della vernalizzazione ad avversario e più illustre vittima dell'agronomo ucraino. I genetisti, se pur nella quarta sessione della VASChNIL erano riusciti a difendere la loro posizione, vennero presto indeboliti dall'inizio del grande terrore staliniano. In seguito all'uccisione del loro portavoce a livello politico i genetisti furono costretti a rifugiarsi presso l'Istituto di genetica dell'Accademia delle scienze e presso l'Istituto pansovietico di coltivazione delle piante (VIRV), entrambi gestiti da Vavilov.
Nell'agosto 1940 Vavilov, arrestato con l'accusa di aver mantenuto contatti scientifici con i colleghi britannici, fu condannato a morte con l'accusa di spionaggio. Fin dagli anni 1920 i genetisti avevano instaurato relazioni importanti con il mondo scientifico occidentale e il ristabilimento dei legami con gli ambienti della genetica angloamericana permise l'apertura di un secondo fronte estremamente efficace. Mai come nel 1947, quindi, la posizione dell'agronomo sovietico Lysenko sembrò così debole.
L'inizio della guerra fredda, però, modificò nuovamente la dinamica dello scontro tra lysenkoisti e genetisti grazie al deciso cambiamento della politica sovietica: le relazioni con gli ambienti scientifici occidentali furono interrotte e denunciate come forme di tradimento. La svolta si ebbe nel giugno del 1947, quando i biologi Grigorij Iosifovič Roskin e Nina Georgievna Kljueva, scopritori di un trattamento anti-cancro, furono accusati di atteggiamento antipatriottico e condannati a "pubblica reprimenda". Il PCUS, sul modello dell’affaire KR, avviò una campagna "per il patriottismo sovietico", che costituì il punto di partenza per l'ennesima offensiva lysenkoista nei confronti della genetica. Lysenko, tuttavia, non riuscì ad ottenerne una vera e propria delegittimazione.

### L'appoggio di Stalin

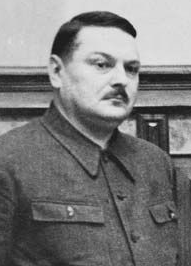
Andrej Ždanov

Fin dal pamphlet giovanile Anarchia o socialismo? Iosif Stalin aveva espresso i suoi convincimenti neo-lamarckiani e senza dubbio l'ascesa politica ed accademica di Lysenko aveva goduto del suo pieno appoggio. Lo stesso orientamento lamarckiano di Stalin lo aveva spinto a contrapporre alla lettura "personale" di Andrej Aleksandrovič Ždanov un'interpretazione "ufficiale" del partito. L'approvazione delle teorie lysenkiane e l'aspra critica nei confronti di Ždanov si manifestarono ben presto un'abile mossa politica che si tradusse in una specifica subordinazione della scienza alla politica.
Negli anni 1930 fu affidato ai filosofi il compito di giudici e mediatori, negli anni 1940 gli stessi organi dirigenti delle istituzioni scientifiche si erano spinti fino ad influire sulle direttive politico-ideologiche dell'attività scientifica, ma nel 1948 il Comitato centrale rivendicò il proprio diritto a decidere anche gli aspetti teorico-concettuali della ricerca scientifica. La biologia miciuriniana divenne, quindi, l'emblema di un nuovo modello di scienza, basato sulla contrapposizione tra due blocchi: il mendelismo-morganismo-weismannismo e il miciurinismo, descrivendo così l'inconciliabilità della scienza occidentale e quella sovietica. Pertanto con l'estate del 1948 il confronto locale tra genetisti e lysenkoisti si trasformò in una campagna ideologica di portata mondiale.

## Opere
- Soviet Biology: report to the Lenin Academy of Agricultural Sciences, London, Birch Books Limited, 1948
- The science of biology today, New York, International publishers, 1948
- Nuove vie alla biologia, Firenze, Macchia, 1949
- Heredity and its variability, New York, King's Crown, 1949
- The situation in biological science, Moscow, Foreign languages publishing house, 1951